# Radicaal 117
Radicaal 117 is een van de 23 van de 214 Kangxi-radicalen dat bestaat uit vijf strepen.
In het Kangxi-woordenboek zijn er 101 karakters die dit radicaal gebruiken.

## Karakters met het radicaal 117
| Strepen | Karakter                |
| ------- | ----------------------- |
| + 0     | 立                      |
| + 2     | 竌 竍                   |
| + 3     | 竎 竏                   |
| + 4     | 竐 竑 竒 竓 竔 竕 竖 竗 |
| + 5     | 竘 站 竚 竛 竜 竝 竞    |
| + 6     | 竟 章 竡                |
| + 7     | 竢 竣 竤 童 竦 竧       |
| + 8     | 竨 竩 竪 竫             |
| + 9     | 竬 竭 竮 端 竰          |
| + 11    | 竱                      |
| + 12    | 竲 竳 竴                |
| + 13    | 竵                      |
| + 15    | 競 竷                   |
| + 17    | 竸                      |

Orakelbotkarakter
Bronskarakter
Klein zegelkarakter